# Полицкий статут

Полицкий статут 1400 года, написанный на босанчице

Полицкий стату́т — кодекс права средневековой Полицкой республики, действовавший до начала XIX века. Важный памятник средневекового славянского права. Первая редакция предположительно создана в 1322 году. Окончательную форму статут приобрёл в 1440 году.
В статут включены нормы уголовного, гражданского и процессуального права, показаны социально-экономические отношения общин Полицы и средневековые общеславянские институты (вервь, приставы), также известные и по другим славянским памятникам (например, по Русской Правде).